# Universitätsschwimmhalle Leipzig

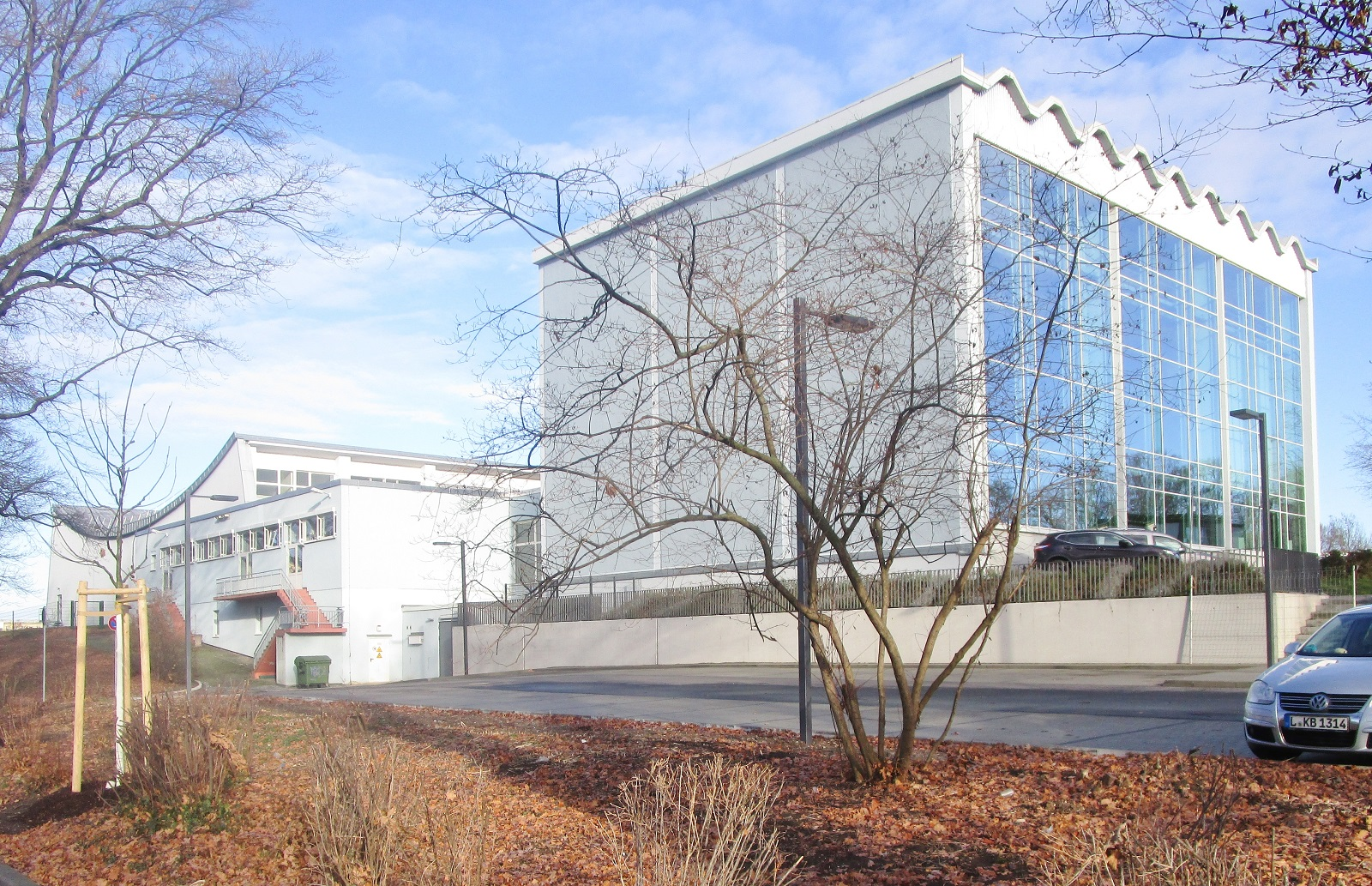
Ansicht von außen (2022)

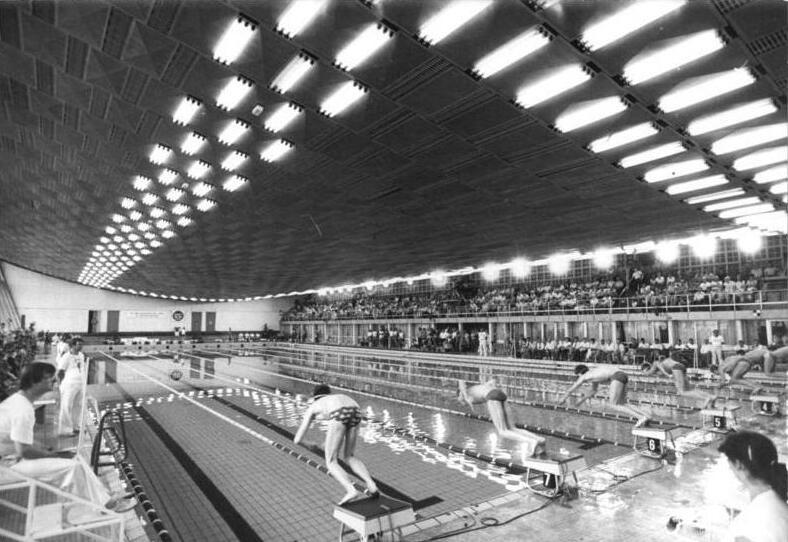
Schwimmwettkampf 1985, Blick von der Fensterseite auf Schwimmbecken und Tribüne

Die Universitätsschwimmhalle in Leipzig ist eine Sportschwimmhalle, die 1971 eröffnet wurde. Sie wird, anders als die weiteren Leipziger Schwimmbäder, nicht von Sportbäder Leipzig GmbH, sondern von der Sportwissenschaftlichen Fakultät der Universität Leipzig betrieben.
Die Schwimmhalle besteht aus einem 50-Meter-Schwimmbecken mit 8 Bahnen, einer Zuschauertribüne für bis zu 300 Zuschauer, einem Lehrschwimmbecken, einem separaten 15 m × 12,5 m-Sprungbecken mit einem 10-m-, 7,5-m- und 5-m-Sprungturm und einer 1-m-, 2-m- und 3-m-Brettsprunganlage und einem Strömungskanal.
Die Schwimmhalle steht nicht für die allgemeine Öffentlichkeit zur Verfügung und wird nur für Forschung und Lehre, Vereins- und Gesundheitssport sowie Trainings- und Wettkampfbetrieb genutzt.

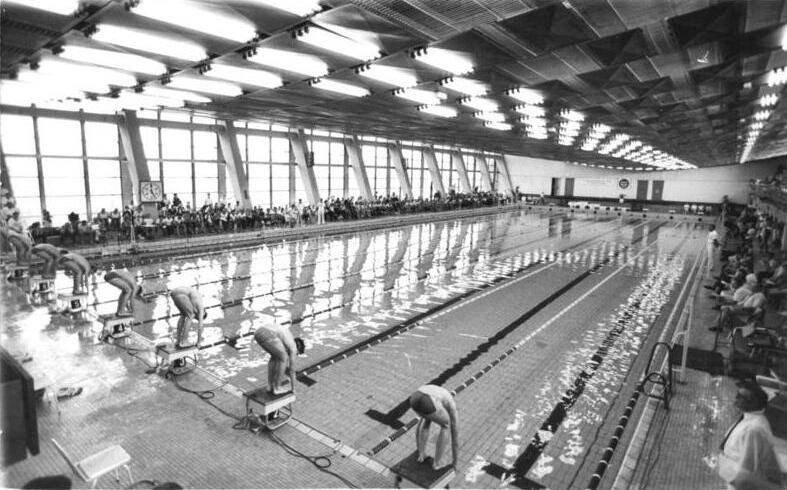
Blick von der Zuschauertribüne auf das Schwimmbecken (1985)

## Bauliches
Die Schwimmhalle hat die ähnliche Architektur wie die Schwimmhallen in Dresden (Freiberger Platz) und Potsdam (Brauhausberg).
Im Jahr 2009 wurden umfassende Sanierungsarbeiten abgeschlossen.

## Veranstaltungen
In dieser Schwimmhalle fanden folgende (inter-)nationale Sportveranstaltungen statt:
- 4. bis 9. Juni 1985:  36. DDR-Meisterschaften im Schwimmen
- Vom 27. bis 30. Mai 1999: 111. Deutsche Meisterschaften im Schwimmen
- Im April 2015: Worldcup im Finswimming[6]